# Episodi di Regular Show (sesta stagione)
La sesta stagione di Regular Show è stata trasmessa in prima visione su Cartoon Network negli Stati Uniti d'America ad 9 ottobre 2014, mentre in Italia ha debuttato il 9 marzo 2015.
| nº | Titolo originale                      | Titolo italiano                            | Prima TV USA     | Prima TV Italia  |
| -- | ------------------------------------- | ------------------------------------------ | ---------------- | ---------------- |
| 1  | Maxin' and Relaxin'                   | Mordymomenti                               | 9 ottobre 2014   | 9 marzo 2015     |
| 2  | New Bro on Campus                     | Più amici che video                        | 16 ottobre 2014  | 9 marzo 2015     |
| 3  | Daddy Issues                          | Affetta la fila                            | 23 ottobre 2014  | 11 marzo 2015    |
| 4  | Terror Tales of the Park IV           | I racconti del terrore IV                  | 29 ottobre 2014  | 22 dicembre 2015 |
| 5  | Terror Tales of the Park IV           | I racconti del terrore IV                  | 29 ottobre 2014  | 22 dicembre 2015 |
| 6  | The End of Muscle Man                 | La fine di Muscle Man                      | 30 ottobre 2014  | 12 marzo 2015    |
| 7  | Lift with Your Back                   | Un altro lavoro                            | 6 novembre 2014  | 11 marzo 2015    |
| 8  | Eileen Flat Screen                    | Eileen schermo piatto                      | 13 novembre 2014 | 13 marzo 2015    |
| 9  | The Real Thomas: An Intern Special    | Dalla Russia con amore                     | 20 novembre 2014 | marzo 2015       |
| 10 | The Real Thomas: An Intern Special    | Il vero Thomas                             | 20 novembre 2014 | 22 dicembre 2015 |
| 11 | The White Elephant Gift Exchange      | Regali velenosi                            | 4 dicembre 2014  | 12 marzo 2015    |
| 12 | Merry Christmas Mordecai              | Buon Natale, Mordecai                      | 4 dicembre 2014  | 17 marzo 2015    |
| 13 | Sad Sax                               | Scusa CJ                                   | 8 gennaio 2015   | 18 marzo 2015    |
| 14 | Park Managers' Lunch                  | Il pranzo dei direttori di parco           | 15 gennaio 2015  | 13 marzo 2015    |
| 15 | Mordecai and Rigby Down Under         | Mordecai e Rigby sottosopra                | 22 gennaio 2015  | 17 marzo 2015    |
| 16 | Married and Broke                     | Sposati e squattrinati                     | 29 gennaio 2015  | 18 marzo 2015    |
| 17 | I See Turtles                         | Tartarughine alla riscossa                 | 5 febbraio 2015  | 10 novembre 2015 |
| 18 | Format Wars II                        | Il quinto signore del disco                | 12 febbraio 2015 | 11 novembre 2015 |
| 19 | Happy Birthday Song Contest           | Tanti auguri                               | 19 febbraio 2015 | 10 novembre 2015 |
| 20 | Benson's Suit                         | Il completo di Benson                      | 26 febbraio 2015 | 11 novembre 2015 |
| 21 | Gamers Never Say Die                  | I giocatori non dicono mai la parola morte | 5 marzo 2015     | 12 novembre 2015 |
| 22 | 1000th Chopper Flight Party           | Da festa in tragedia                       | 12 marzo 2015    | 12 novembre 2015 |
| 23 | Party Horse                           | No study, no party                         | 19 marzo 2015    | 13 novembre 2015 |
| 24 | Men in Uniform                        | Il parco chiude?                           | 26 marzo 2015    | 13 novembre 2015 |
| 25 | Garage Door                           | La serranda del box                        | 2 aprile 2015    | 17 novembre 2015 |
| 26 | Brilliant Century Duck Crisis Special | Guerre pennute                             | 9 aprile 2015    | 1º dicembre 2015 |
| 27 | Brilliant Century Duck Crisis Special | Guerre pennute                             | 9 aprile 2015    | 1º dicembre 2015 |
| 28 | Not Great Double Date                 | Un'uscita a quattro                        | 22 giugno 2015   | 16 novembre 2015 |
| 29 | Death Kwon Do-Livery                  | Apprendista traditore                      | 23 giugno 2015   | 24 novembre 2015 |
| 30 | Lunch Break                           | Pausa spuntino                             | 24 giugno 2015   | 24 novembre 2015 |
| 31 | Dumped at the Altar                   | Scaricata all'altare                       | 25 giugno 2015   | 17 novembre 2015 |

## Mordymomenti
CJ vuole che Mordecai le presenti i suoi genitori, tuttavia Mordecai è preoccupato perché sua madre lo ha sempre messo in imbarazzo davanti a tutte le sue ragazze precedenti. Mordecai non vorrebbe far vedere a tutti una videocassetta contenente una compilation di tutti i suoi momenti imbarazzanti; Mordecai però vince la sua paura e fa pace con sua madre.

## Più amici che video
Batti Cinque ha pubblicato per sbaglio un video di Muscle Man ormai diventato virale e per questo i due litigano. Muscle Man successivamente ripensa al loro primo incontro e di quando Batti Cinque gli ha salvato la vita. Alla fine dell'episodio Muscle Man e Batti Cinque fanno pace.

## Affetta la fila
Mordecai, Rigby e Eileen convincono CJ a partecipare ad una gara di golf per vincere un cupon che permette di "saltare" ogni volta la fila da "Cheezers". Si scopre che CJ è figlia di un grande campione di golf che l'ha sempre umiliata da piccola. CJ e suo padre gareggeranno in finale in questa gara e dopo che CJ avrà vinto i due farano pace.

## I Racconti del Terrore IV
Il gruppo di lavoratori del parco convincono Muscle Man a presentare sua madre, a condizione che durante il viaggio il gruppo racconti delle storie del terrore. Una volta arrivati il gruppo viene spaventato da Muscle Man che aveva in realtà ideato uno scherzo; non tutto però va come programmato.

### Il buco
Pops è il primo a raccontare una storia del terrore. I lavoratori del parco per la serata di Halloween si vestono da Sistema Solare e come ogni anno fanno un'estrazione per chi dovrà buttarsi in una buca nella foresta vicino al parco. L'anno prima il dipendente a rimetterci fu Batti Cinque. Alla fine viene scelto Pops, il quale pensa che il gruppo si sia "corrotto" dopo vari avvenimenti successi prima, ma il resto del gruppo non è d'accordo. La sorte poi farà sì che la testa di Pops calzi a pennello con la buca, così da non farlo morire, e anzi riuscì a sopravvivere fino a ben sei mesi. 

### Racconti spaventosi
Benson sta tenendo il suo discorso al funerale di Mordecai e Rigby, quando dopo Muscle Man gli fá capire che la casa del parco è infestata dalle anime dei due defunti e che per far tornare tutto alla normalità dovrà licenziarli. Dopo varie peripezie Benson riesce a licenziare i due ex-dipendenti grazie al database del computer, ma nello stesso attimo scopre che il vero morto e la vera anima che infestava la casa era lui, mentre Mordecai e Rigby, vivi e vegeti, sono stati promossi.

## La fine di Muscle Man
Il gruppo di lavoratori del parco è convinto che per Muscle Man sia arrivata "la sua ora", perciò lo aiutano a portare a termine ciò che avrebbe sempre voluto fare in vita. Alla fine si scopre essere tutto un malinteso e gli amici di Muscle Man si arrabbiano: la sua morte era in realtà metaforica, Muscle Man voleva diventare un uomo nuovo per sposare Starla.

## Un altro lavoro
Il gruppo di lavoratori del parco deride Rigby perché considerato buono a nulla, in realtà Rigby si reputa utile per Mordecai che decide quindi di cambiare lavoro per mettere in mostra lo stipendio che si guadagnerà dal suo nuovo capo. Il nuovo lavoro di Rigby si dimostra però sfiancante e il nuovo capo è molto esigente. Mordecai e Rigby alla fine faranno pace.

## Eileen schermo piatto
Eileen vince un nuovo televisore e Mordecai, Rigby e CJ si offrono di sistemare la TV nel suo appartamento; dovranno però trattare con la coinquilina di Eileen, molto irascibile e che si arrabbia se vengono spostati i suoi oggetti.

## Dalla Russia con amore
Rigby sospetta di Thomas e si convince, anche osservandolo, che sta nascondendo qualcosa. Il gruppo di lavoratori non gli crede ma presto scopriranno la verità. Thomas si rivela essere una spia sotto copertura di nome Nicolai, che ha recitato da sempre la sua parte da apprendista e che ruba informazioni dal parco dei lavoratori per condividerle con i suoi collaboratori e con il territorio russo.

## Il vero Thomas
Mentre tutto il parco rischia di essere minacciato, Nicolai ripensa ai bei momenti passati con i lavoratori, che sono pur sempre i suoi unici amici mai avuti e capisce che lui stesso non è poi così diverso da come si è fatto conoscere in precedenza da loro, Nicolai decide quindi di salvare il parco. Dopo che il parco viene salvato, Nicolai, visto che la sua vera identità è ormai stata scoperta, saluta i suoi amici e scappa.

## Regali velenosi
È di nuovo il giorno in cui i lavoratori del parco devono farsi dei regali a vicenda seguendo le regole imposte da questa giornata e tentando quindi la fortuna. Il gruppo decide però di sabotare l'evento per vendicarsi di Muscle Man, che negli anni passati gli ha sempre fatto dei regali di cattivo gusto.

## Buon Natale, Mordecai
Mordecai e Rigby vanno alla festa natalizia a casa di Einleen assieme a CJ, lì incontrano anche Margaret, lei e Mordecai dopo tante incomprensioni, senza volerlo si baciano, CJ, che li stava guardando, fugge via arrabbiata, piangendo mentre Mordecai cerca di fermarla ma ormai CJ è andata via.

## Scusa CJ
Mordecai cerca in tutti i modi di riconquistare CJ dopo l'incomprensione della scorsa volta alla festa natalizia.

## Il pranzo dei direttori di parco
Benson è invitato a pranzo da Gene e il gruppo di lavoratori vuole salvarlo perché pensano che Gene voglia fare un altro dei suoi scherzi ma Benson li respinge. Dopo vari malintesi si scopre che Gene voleva frequentare veramente Benson pacificamente, Benson accetta di far parte del suo gruppo.

## Mordecai e Rigby sottosopra
Mordecai e Rigby stanno lavorando ma hanno molto sonno perché si sono goduti una lunga festa la sera prima; decidono quindi di dormire dentro delle casse da lavoro ma al loro risveglio si ritrovano in Australia. I due, cercando di tornare in America al parco, si trovano in situazioni bizzarre ma riescono comunque a prendere un volo per l'America. Alla fine dell'episodio Mordecai e Rigby scoprono che in realtà hanno sognato lo stesso sogno, ma una volta aperte le casse si ritrovano veramente in Australia.

## Sposati e squattrinati
Muscle Man e Starla non hanno abbastanza soldi da permettersi un grande matrimonio e le teche con le formiche di Muscle Man non possono essere accettate come valuta; Muscle Man e Starla vogliono perciò partecipare ad uno show televisivo in cui varie coppie si sfidano in un percorso ad ostacoli, Muscle Man e Starla riescono a eguagliare la migliore coppia grazie alla potenza del loro amore; la coppia rivale viene squalificata e Muscle Man e Starla vincono il matrimonio. Gli amici di Muscle Man che stavano seguendo lo show da casa vengono nel mentre attaccati dalle formiche di Muscle Man che vengono eliminate dopo una guerra con i lavoratori del parco.

## Tartarughine alla riscossa
Eileen trascorre del tempo studiando le tartarughe e invita Mordecai, Rigby e CJ ad andare a vedere sulla spiaggia la schiusa delle uova di tartaruga; li scoprono che una spa sfrutta le tartarughe per ringiovanire i clienti. Un gruppo di amministratori della spa chiude Mordecai e CJ in macchina, CJ deve perciò chiedere aiuto, ma a una persona che non vorrebbe: Margaret, quest'ultima arriva in aereo con suo padre a soccorrere i suoi amici, Eileen invece incoraggia le tartarughe a vendicarsi contro la spa.

## Il quinto signore del disco
La guerra tra i diversi formati digitali continua, questa volta il nuovo nemico da affrontare sarà internet.

## Tanti auguri
Mordecai e Rigby hanno voglia di mangiare delle torte, decidono di partecipare ad una gara di canto per vincere delle torte gratis, dove verranno sfidati da Buon Compleanno che verrà battuto.

## Il completo di Benson
Benson ritrova negli oggetti smarriti una tuta che se indossata aumenta le sue doti fisiche e lo fa apparire più elegante, la tuta in realtà può comunicare ed era stata progettata per essere indossata da uomini potenti. La tuta da molta fiducia a Benson poiché lui le ha dato molta importanza e ha cercato di lavarla quando la ha sporcata per sbaglio. Dopo aver combattuto un'ultima volta assieme a Benson contro i criminali che se la volevano riprendere, la tuta ordina a Benson di essere eliminata, per evitare che non cada in mani sbagliate.

## I giocatori non dicono mai la parola morte
Mordecai e Rigby vedono sul loro videogioco una mappa che rappresenta il percorso che si dovrà compiere per ricevere il premio. Per viaggiare tenendo il computer acceso Mordecai e Rigby utilizzano la batteria della macchina di Benson che si arrabbia e li incomincia a inseguire. Mordecai e Rigby ottengono degli adesivi dorati e scoprono il mistero dietro al luogo che hanno raggiunto.

## Da festa in tragedia
Viene organizzata una festa a casa di Margaret in occasione del millesimo volo in aereo di suo padre. CJ permette a Mordecai di andarci senza di lei. Mordecai nel frattempo si fa aiutare da Rigby per evitare Margaret e non tradire CJ. Mordecai viene però invitato a salire sull'aereo insieme a Margaret, CJ arriva alla festa e si arrabbia vedendo Margaret e Mordecai insieme; CJ causa un temporale e Margaret per farla calmare mente riguardo all'avere un nuovo ragazzo, si scoprirà poi che è una bugia (S6 ep28).

## Pausa spuntino
Benson decide di andare a comprare dei panini per i suoi lavoratori, Mordecai e Rigby vogliono un panino enorme e Benson è costretto a pagare tanti soldi e allora si arrabbia e dice ai due che se non mangeranno il panino entro l'ora da lui stabilita li licenzierà. Mordecai e Rigby, ripensando ai momenti passati insieme a mangiare e riescono, seppur a fatica a finire il panino.

## Scaricata all'altare
É il giorno del matrimonio tra Starla e Muscle Man che invita tutti i suoi amici ma allo stesso tempo è ansioso perché si aspetta una lettera dal padre, nessuna risposta e Muscle Man il momento del matrimonio perde le speranze ma all'ultimo minuto arriva Mordecai che gli legge la lettera del padre, leggendola Mordecai capisce quali sono i suoi sentimenti e seguendo il consiglio di Rigby si chiarisce con CJ, alla fine i due si lasceranno da buoni amici.